# Улица Бривибас (Рига)
Улица Бри́вибас (латыш. Brīvības iela — улица Свободы) — центральная улица Риги. Подразделяется на бульвар Бривибас (прилегает к Старому городу, длина — 572 м), собственно улицу Бривибас (длина 3049 м, от улицы Элизабетес до Воздушного моста) и периферийную часть — Бривибас гатве (8,45 км). Таким образом, общая длина улицы — более 12 километров, она ведёт от Старого города через всю правобережную часть Риги до городской границы (за микрорайоном Берги, чуть дальше Этнографического музея под открытым небом).

## История

### Большая Песочная улица
Возникновение современной улицы Бривибас и её становление как центральной городской транспортной артерии связано с тем, что это направление исторически было главным в осуществлении торговых отношений между Ригой, Видземе и Псковом. Эта древняя торговая дорога носила название большого Песчаного пути, начиналась в районе современной улицы Смилшу (Песчаной), которая проходит через Старый город; ещё в XII—XIII веках въезд в город Ригу по Песчаной дороге возле современной Пороховой (бывшей Песчаной) башни считался главным въездом в крепостную Ригу со стороны суши.
Эта дорога, которой впоследствии суждено было перерасти в самую представительную улицу Риги, в XIII—XVI веках начиналась именно в этом месте у Песчаных ворот и далее повторяла направление современной улицы. В самом конце XVI века, в связи с переустройством системы рижских укреплений, главные ворота города сместились в сторону улицы Известковой, поэтому и улица стала начинаться в другом месте, там, где в настоящее время проходит бульвар Зигфрида Аннас Мейеровица (бывший Бастионный бульвар).
С 1639 года к улице был присоединён участок от Известковых ворот (располагавшихся в участке крепостной стены у улицы Кузнечной и реки Риги (к тому времени уже менявшей своё название на Ридзене) — возле здания современного Рижского русского театра имени Михаила Чехова до бульвара Мейеровица.
Согласно плану рижских улиц, составленному в 1754 году, центральной улицей для рижских предместий являлась по-прежнему Большая Песочная улица, тогда она начиналась от городских укреплений до Большой Кузнечной улицы, которая позже сменила название на Гертрудинскую (Гертрудес) и заканчивалась у ворот Раунас (район современной Тейки, тогда абсолютная городская окраина).

### Большая Александровская улица (1818—1923)
После 1812 года, когда в Риге произошёл опустошительный пожар, в результате которого выгорели 782 здания, власти города встали перед необходимостью провести перепланировку городских предместий. К переустройству районов пострадавшего города приступили в 1815 году, тогда же территория эспланады была расширена до улицы Елизаветинской, а за ней всю окраинную территорию было позволено застраивать. Тогда же Большую Песчаную дорогу провели по новой трассе, которая полностью совпадала с современной улицей Бривибас на участке от улицы Элизабетес до Воздушного моста.
Знаменитые Александровские ворота было решено установить в конце улицы в 1818 году. Как раз поэтому она и была переименована в Александровскую улицу, а сама памятная арка, замыкавшая этот внутригородской участок бывшего Песчаного пути, получила название Александровских ворот. Эта улица в первой половине XIX века являлась первой застроенной улицей города, находящейся на значительном удалении от центра крепости.
В 1859 году происходит срытие валов, и по причине этого Александровскую улицу продлевают до Городского канала (бывшего крепостного рва), при этом в 1861 году происходит новое оформление старого названия — теперь она уже Большая Александровская улица. В 1870—1876 годах отдельный участок этой улицы — от Городского канала до Елизаветинской (фактически от современных Бастионной горки и Памятника Свободы до гостиницы «Radisson Blu Hotel Latvija» и здания Кабинета министров) — получает название Александровского бульвара. И наконец, в самом начале XX века от названия улицы отпадает слово «Большая», и она снова становится Александровской.

### Улица Бривибас (1923—1949)
В 1923 году улицу Александровскую переименовывают в улицу Бривибас, равно как и Александровский бульвар — в бульвар Бривибас. Весь участок Петербургского шоссе в черте города, протяжённостью от Воздушного моста до Юглы получает название Видземского шоссе. Окончательно это шоссе до административной границы города в 1935 году переименовывается в Бривибас гатве. В период нацистской оккупации края улица именовалась Гитлерштрассе.

Памятник Ленину

### Улица Ленина (1950—1990)
В 1950 году центральная улица города была переименована в честь В. И. Ленина. Помимо бульвара Бривибас, улицы Бривибас и Бривибас гатве, она вобрала в себя историческую улицу Калькю (в период Российской империи — Известковую), то есть начиналась от Комсомольской набережной (ныне — набережная 11 Ноября) и проходила через Старый город.
Мне почту вручил почтальон.

Приходит ко мне каждый день она.

На каждом конверте имя своё

Вижу рядом с именем Ленина!

Живу я на улице Ленина!

К имени вечно великому

Привыкла я.

…

Не забыть, никогда не забыть!

Живу я на улице Ленина,

Живу и буду жить!
На пересечении с улицей Элизабетес (называвшейся в то время улицей Кирова) по проекту известного латвийского архитектора Эрнеста Шталберга, на высоком гранитном постаменте, был установлен бронзовый монумент В. И. Ленину (скульпторы В. И. Ингал и В. Я. Боголюбов). Этот памятник был демонтирован в августе 1991 года.
Улица Ленина запечатлена в большом количестве открыток, туристических буклетов и фотоальбомах советского периода. Многие литераторы Латвии упоминают улицу Ленина в своих произведениях.

### Улица Бривибас (с 1990)
После восстановления независимости решено было восстановить топографический статус-кво: старые названия опять заняли свои места на карте Риги. От главного здания современного РТУ до часов «Лайма» улица снова называется Калькю. Далее, вдоль Памятника Свободы и Эспланады, — бульвар Бривибас. От перекрёстка с улицей Элизабетес до Воздушного моста — собственно улица Бривибас. И далее, до административной границы города Риги (место пересечения с Яунциема гатве) — Бривибас гатве, которая за чертой города переходит в Видземское шоссе (A2, направление на Сигулду).

д. 47

д. 55

д. 58

## Прилегающие улицы
Бульвар и улица Бривибас пересекаются со следующими улицами:
- Бульвар Аспазияс
- Улица Калькю
- Бульвар Зигфрида Аннас Мейеровица
- Бульвар Райня
- Улица Меркеля
- Бульвар Калпака
- Улица Тербатас
- Улица Элизабетес
- Улица Дзирнаву
- Улица Блауманя
- Улица Лачплеша
- Улица Гертрудес
- Улица Стабу
- Улица Бруниниеку
- Улица Матиса
- Улица Шарлотес
- Улица Миера
- Улица Артилерияс
- Улица Палидзибас
- Улица Цесу
- Улица Таллинас
- Улица Менесс
- Улица Сенчу
- Улица Пернавас
- Улица Индрану
- Улица Кришьяня Барона
- Улица Маза Клияну
- Улица Клияну

Бривибас гатве пересекается со следующими улицами:
- Улица Турайдас
- Улица Кримулдас
- Улица Берзаунес
- Улица Унияс
- Густава Земгала гатве
- Улица Бикерниеку
- Улица Ропажу
- Улица Виля Гелбес
- Улица Структору
- Улица Баяру
- Улица Апес
- Улица Видрижу
- Улица Айзкрауклес
- Улица Палму
- Улица Струпа
- Улица Лиелвардес
- Улица Джутас
- Улица Маза Ропажу
- Улица Дзербенес
- Улица Крустабазницас
- Улица Стамериенас
- Улица Ропажу
- Улица Лизума
- Улица Шмерля
- Улица Вангажу
- Улица Тирзас
- Улица Мурьяню
- Улица Силциема
- Улица Балтэзера
- Улица Юглас
- Аллея Видземес
- Набережная Юглас
- Улица Бонавентурас
- Улица Бривдабас
- Улица Рожу
- Улица Мелдеру
- Улица Парка
- Улица Бергю
- Яунциема гатве

## Известные дома и заведения

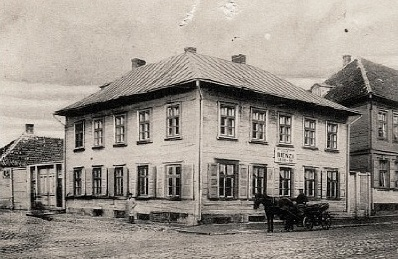
Дом на углу Александровской и Мельничной улиц, где в Риге жил Рихард Вагнер

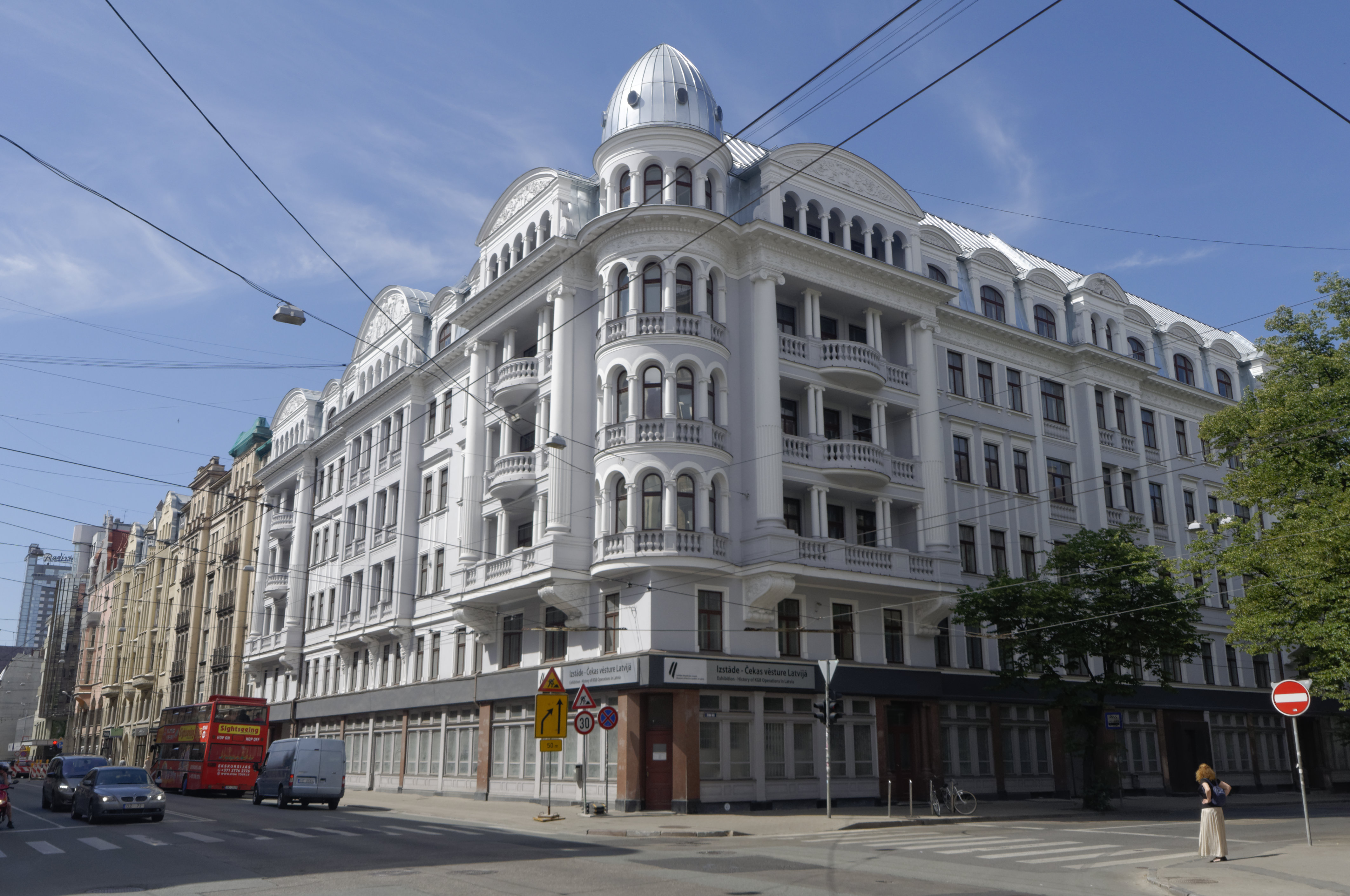
д. 61

д. 62

д. 68

- На углу улиц Бривибас и Дзирнаву, в доме купца Бодрова (не сохранился) в 1838—1839 годах жил Рихард Вагнер[5][6][7]. В стоящем на этом месте офисном здании (д. 33, архитектор Эйжен Лаубе, 1912 год) установлен витраж с портретом Вагнера[8] — копия со старинного витража 1913 года.

- д. 34 — архитектор Янис Фридрих Бауманис, 1888 год, здание Верховного суда Латвийской Республики, в первый советский период в 1919 году в нём размещался Рижский городской Совет рабочих депутатов.
- д. 36 — Дворец правосудия, построенный в 1936-38 годах[9], ныне здание Кабинета министров ЛР и Сената Верховного суда.
- д. 38 — архитектор Эрнест Поле, 1911 год — квартиры президентов Гунтиса Ульманиса и Вайры Вике-Фрейберги, а также мемориальный музей известного латышского писателя Андрея Упита (проживал в этом доме в 1951—1970 гг.).
- д. 46 — архитектор Константин Пекшенс.
- д. 47 — дом Красткална, архитектор Эйжен Лаубе (1908).
- д. 56 — Церковь Александра Невского.
- д. 61 («Угловой дом», 1911, архитектор Александр Ванагс) — с 1940 по 1991 год занимал Комитет Государственной Безопасности Латвийской ССР; в настоящее время в здании находится музей, у бывшего центрального входа в здание Комитета в память о жертвах репрессий установлен памятный знак «Черный порог»[10].
- Комплекс жилых домов:
  - д. 58 — архитектор Александр Ванагс, 1906 год.
  - д. 62 — архитектор Эйжен Лаубе, 1908 год.
  - д. 68 — архитектор Рейнгольд Шмелинг, 1903 год.
  - д. 72 — арихитектор Макс фон Озмидов, 1909 год.

Здание театра «Дайлес»

- д. 70 — здание гимназии Эдуарда и Эммелины Залеман, где в 1921-1937 годах работали сначала Русские университетские курсы, а затем Русский институт университетских знаний.
- д. 75 — здание театра «Дайлес», 1976 год, архитекторы Марта Станя, Имант Якобсонс, Харальд Кандерс.
- д. 76 — архитектор Янис Алкснис, 1909 год.
- д. 90a — здание Видземского рынка (1902 год, расширен в 1907) со входом со стороны улицы Матиса, архитектор-планировщик и мастер строительных работ Рейнгольд Шмелинг, заказчик — предприниматель Николай Евдокимович Матвеев[11].
- д. 96 — бывший Рижский театр оперетты, в настоящее время место расположения популярных ночных клубов.
- д. 99 — доходный дом, спроектированный М. О. Эйзенштейном в 1905 году.
- д. 100 — здание бывшей Первой городской детской поликлиники.
- д. 119 — здание Новой церкви Гертруды, построенное по проекту прибалтийско-немецкого строительного мастера Вильгельма фон Стрика в 1903—1906 годы на месте старого Александровского рынка.

Здание фабрики А. Лейтнера

- д. 137 — главное здание велосипедной фабрики «Россия», которая была основана в 1886 году 21-летним предпринимателем и инженером-конструктором Александром Лейтнером. На ней были изготовлены и выпущены в массовое пользование первые в истории Российской империи велосипеды. Здание, крышу которого украшает замечательный флюгер в виде «паука», стало третьей по счёту резиденцией этого предприятия.
- д. 155 — завод по производству резино-технических изделий «Варонис» («Герой»), в советское время этот завод являлся филиалом производственного объединения «Сарканайс квадратс».
- д. 190 — доходный дом, построенный в 1911—1912 гг. по проекту архитектора Н. Т. Яковлева.
- д. 191 — Пятое трамвайное депо.
- д. 193 — центральное здание Рижского мотозавода «Саркана звайгзне», на котором в 1958—1961 годах были собраны и выпущены первые в истории СССР мопеды.
- д. 214 — корпуса производственного объединения ВЭФ. Первый корпус, выполняющий функции административного здания, был воздвигнут по проекту Генриха Шеля в 1899 году для нужд электротехнического завода «Унион», из которого «вырос» ВЭФ.